# 19. октобар
19. октобар (19.10.) је 292. дан у години по грегоријанском календару (293. у преступној години). До краја године има још 73 дана.

## Догађаји
- 202. п. н. е. — Ханибал је изгубио у бици код Заме. То је завршна битка Другог пунског рата.
- 439 — Вандали, предвођени краљем Гејсерихом, су освојили Картагину, која је постала главни град вандалске државе у Африци.
- 1781 — Код Јорктауна у Вирџинији, представници британског команданта лорда Корнволиса су предали Корнволисов мач и званично се предали Џорџу Вашингтону и грофу де Рошамбу.
- 1812 — Наполеонове трупе су почеле повлачење из Москве.
- 1813 — Окончана је Битка народа код Лајпцига у којој су уједињене војске више европских држава, предвођене Русијом, Пруском и Аустријом поразиле Наполеона и присилиле га да се повуче преко Рајне.
- 1872 — У Новом Јужном Велсу у Аустралији нађен је „Холтерманов грумен“, плоча шкриљца тежине 235,14 килограма, у којој је било 82,11 килограма злата, највећа количина која је досад пронађена.
- 1915 — Русија и Италија су у Првом светском рату објавиле рат Бугарској, која је, поред проглашења неутралности, напала српску војску 6. октобра и тиме се прикључила Централним силама.
- 1918 — У Загребу је Народно вијеће Словенаца, Хрвата и Срба донело Декларацију о уједињењу свих Јужних Словена у једну државу.
- 1932 — У Београду је отворен Коларчев народни универзитет, задужбина Илије Милосављевића Коларца, који је у ту сврху тестаментом завештао око 50.000 дуката.
- 1935 — Друштво народа увела је санкције против Италије због инвазије на Етиопију.
- 1944 — Почела је Гватемалска револуција када је група официра предвођена Франциском Хавијером Араном и Хакобом Арбензом покренула пуч против диктатора Хорхеа Убика.
- 1954 — Закључен је Англо-египатски споразум о повлачењу британских трупа из зоне Суецког канала у року од 20 месеци.
- 1964 — У удесу совјетског авиона Иљушин Ил-18, који се срушио на Авалу, погинули су сви путници међу којима је била шесточлана делегација совјетске армије са маршалом Сергејем Бирјузовом на челу.
- 1987 — 
  - Као одмазда за иранске нападе на бродове у Персијском заливу, Ратна морнарица Сједињених Америчких Држава је онеспособила три иранске нафтне платформе.
  - (Црни понедељак) Дау Џонс индустријски индекс је пао 22% или 508 бодова. Ово се сматра крах берзе.
- 1994 — У експлозији бомбе, коју је у градском аутобусу у Тел Авиву активирао бомбаш-самоубица, погинуле су 22 и рањено више од 40 особа.
- 2000 — Међународни суд за ратне злочине у Руанди осудио је бившег премијера Руанде Жана Камбанду на доживотни затвор због геноцида почињеног 1994, када је убијено око пола милиона припадника племена Тутси и Хуту.
- 2001 — Најмање 350 људи настрадало је када је пренатрпани брод, који је превозио ирачке емигранте, на путу од Суматре ка Аустралији потонуо у близини Јаве.
- 2005 — У Багдаду је почело суђење бившем ирачком лидеру Садаму Хусеину.

## Рођења
- 1862 — Огист Лимијер, француски хемичар и индустријалац. (прем. 1954)
- 1895 — Луис Мамфорд, амерички историчар, филозоф, социолог и књижевни критичар. (прем. 1990)
- 1895 — Данило Дајковић, митрополит црногорско-приморски од 1961. до 1990, последњи ветеран Првог светског рата из Црне Горе (прем. 1993)
- 1899 — Мигел Анхел Астуријас, гватемалски књижевник, добитник Нобелове награде за књижевност (1967). (прем. 1974)
- 1910 — Субраманијан Чандрасекар, индијско-амерички астрофизичар, добитник Нобелове награде за физику (1983). (прем. 1995)
- 1916 — Емил Гиљелс, совјетски пијаниста. (прем. 1985)
- 1927 — Пјер Алешински, белгијски сликар, цртач и графичар.
- 1935 — Агне Симонсон, шведски фудбалер. (прем. 2020)
- 1940 — Мајкл Гамбон, ирски глумац. (прем. 2023)
- 1944 — Питер Тош, јамајкански реге музичар. (прем. 1987)
- 1945 — Дивајн, амерички глумац, певач и дрег краљица. (прем. 1988)
- 1945 — Џон Литгоу, амерички глумац, музичар, песник и писац.
- 1946 — Филип Пулман, енглески писац.
- 1952 — Вероника Кастро, мексичка глумица, певачица, продуценткиња и ТВ водитељка.
- 1954 — Сем Алардајс, енглески фудбалер и фудбалски тренер.
- 1954 — Кен Стот, шкотски глумац.
- 1960 — Џенифер Холидеј, америчка музичарка и глумица.
- 1962 — Евандер Холифилд, амерички боксер.
- 1962 — Трејси Шевалије, америчко-британска списатељица.
- 1966 — Дејвид Камерон, британски политичар, премијер Уједињеног Краљевства (2010—2016).
- 1966 — Татјана Пујин, српска глумица.
- 1966 — Горчин Стојановић, српски редитељ.
- 1966 — Џон Фавро, амерички глумац, редитељ, сценариста и продуцент.
- 1969 — Треј Паркер, амерички глумац, аниматор, сценариста, продуцент, редитељ и музичар.
- 1977 — Џејсон Рајтман, америчко-канадски редитељ, сценариста и продуцент.
- 1979 — Бранимир Бајић, босанскохерцеговачки фудбалер.
- 1981 — Хејки Ковалајнен, фински аутомобилиста, возач Формуле 1.
- 1983 — Ребека Фергусон, шведска глумица.
- 1987 — Самјуел Грот, аустралијски тенисер.
- 1988 — Саша Старовић, српски одбојкаш.
- 1989 — Николија Јовановић, српска певачица.
- 1989 — Миндаугас Кузминскас, литвански кошаркаш.
- 1990 — Душан Јованчић, српски фудбалер.
- 1992 — Коко де Мал, српска порнографска глумица.
- 1992 — Немања Николић, српски фудбалер.
- 1994 — Матеј Мохорич, словеначки бициклиста.

## Смрти
- 993 — Конрад I од Бургундије, краљ Бургундије. (рођ. 925)
- 1216 — Јован без Земље, енглески краљ. (рођ. 1167)
- 1587 — Франческо I Медичи, војвода Тоскане. (рођ. 1541)
- 1745 — Џонатан Свифт, енглески писац ирског порекла. (рођ. 1667)
- 1813 — Јозеф Поњатовски, пољски генерал и француски фелдмаршал. (рођ. 1763)
- 1851 — Марија-Тереза-Шарлота од Француске. (рођ. 1778)
- 1875 — Чарлс Витстон, енглески физичар. (рођ. 1802)
- 1889 — Луис I од Португалије, краљ Португалије. (рођ. 1838)
- 1893 — Луси Стоун, америчка говорница. (рођ. 1818)
- 1905 — Вирџил Ерп, амерички маршал. (рођ. 1843)
- 1916 — Јоанис Франгудис, грчки стрелац. (рођ. 1863)
- 1936 — Лу Сјуен, кинески писац. (рођ. 1881)[1]
- 1937 — Ернест Радерфорд, новозеландски физичар енглеског порекла. (рођ. 1871)
- 1938 — Ђорђе Генчић, индустријалац, власник рудника, министар унутрашњих послова у време краља Александра Обреновића, политички „вођа“ завере против краља Александра и градоначелник Ниша. (рођ. 1861)
- 1938. — Арсен Карађорђевић, син кнеза Александра Карађорђевића. (рођ. 1859)
- 1943 — Светозар Косорић, народни херој Југославије. (рођ. 1913)
- 1943 — Камиј Клодел, француска вајарка и сликарка. (рођ. 1864)[2]
- 1945 — Плутарко Елијас Каљес, мексички генерал и политичар. (рођ. 1877)
- 1952 — Ернст Штерувиц, аустријски политичар. (рођ. 1874)
- 1964 — Сергеј Бирјузов, совјетски маршал и народни херој Југославије. (рођ. 1904)
- 1969 — Лејси Херн, амерички атлетичар. (рођ. 1881)
- 1970 — Лазаро Карденас, мексички политичар. (рођ. 1895)
- 1978 — Гиг Јанг, амерички глумац. (рођ. 1913)
- 1983 — Морис Бишоп, гренадски политичар и револуционар. (рођ. 1944)
- 1984 — Јежи Попјелушка, пољски свештеник. (рођ. 1947)
- 1986 — Карло Булић, хрватски и српски глумац. (рођ. 1910)
- 1986. — Самора Машел, председник Мозамбика. (рођ. 1933)
- 1987 — Џеклин ду Пре, енглеска виолончелисткиња. (рођ. 1945)
- 1997 — Душан Костић, српски књижевник (рођ. 1917)[3]
- 1999 — Натали Сарот, француска књижевница. (рођ. 1900)
- 2003 — Алија Изетбеговић, босански политичар (рођ. 1925)
- 2016 — Милка Цанић, српски лектор (рођ. 1944)

## Празници и дани сећања
- Српска православна црква данас прославља
- Свети апостол Тома